# Субару (телескоп)
Телескоп Субару (попередня назва — англ. Japan National Large Telescope, JNLT) — 8,2-метровий оптичний телескоп, що належить японській національній астрономічній обсерваторії, а перебуває в обсерваторії Мауна-Кеа, на однойменному вулкані, в Гаваї. Телескоп розташований на висоті 4139 метрів над рівнем моря. Назва телескоп походить від японської назви скупчення Стожари в сузір'ї Тільця. Будівництво телескопа розпочалося у квітні 1991 р., перші наукові зображення були отримані в січні 1999. На час введення до ладу дзеркало телескопа було найбільшим монолітним дзеркалом у світі, перевершивши дуже великий телескоп (8,2 м). Основна функція телескопу збирати світло. Субару має великий діаметр дзеркала. Після того, як світло зібрано, телескоп має побудувати чітке зображення. Завдяки ретельному вибору конструкції телескопа, Субару був побудований так, щоб отримати максимально можливу роздільну здатність.

### Огляд

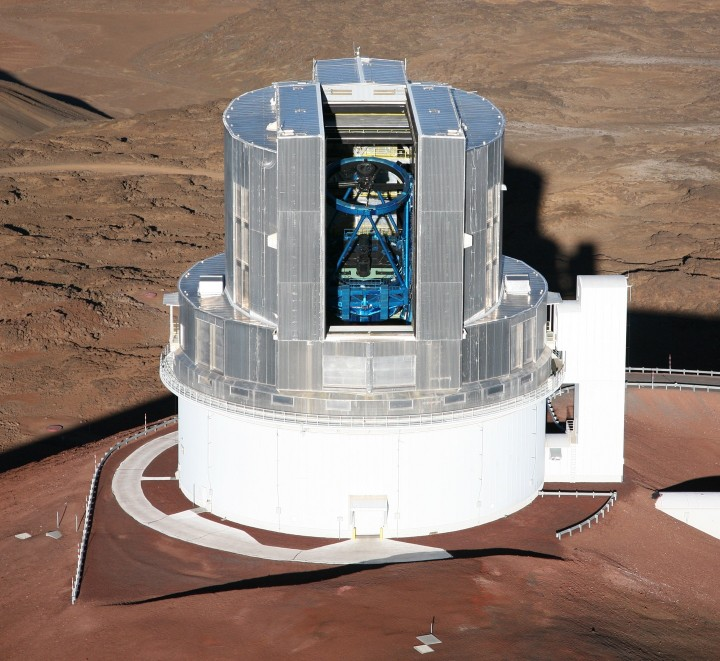
Телескоп Субару, Мауна-Кеа, Гаваї

Субару — дзеркальний телескоп системи Річі—Кретьєна. Інструменти можуть бути змонтовані в кассегеріанському фокусі нижче головного дзеркала, поблизу будь-якої з двох фокальних точок Несміта на поверхнях монтування телескопа, на які світло може бути направлене третинним дзеркалом, або ж, що рідкість для великих телескопів, у головному фокусі, замість вторинного дзеркала аби забезпечити широке поле зору, потрібне для глибоких ширококутових оглядів.
У 1984 році університет Токіо сформував інженерно-робочу групу для вивчення концепції 7,5-метрового телескопа. У 1985 році Японський астрономічний комітет надав пріоритетну увагу розробці «Japan National Large Telescope» (JNLT), а в 1986 році університет Токіо підписав угоду з Гавайським університетом, щоб побудувати телескоп на Гаваях. У 1988 році в результаті реорганізації астрономічної обсерваторії університету Токіо була утворена японська національна астрономічна обсерваторія, для нагляду за JNLT та іншими великими національними проектами з астрономії.
Будівництво телескопа почалося в квітні 1991 року, а пізніше в тому ж році, на громадському конкурсі йому дали назву «Subaru Telescope». Будівництво було завершено в 1998 році, а перші наукові знімки були зроблені в січні 1999 року.
Багато сучасних технологій було розроблено в телескопі. Наприклад, 260 приводів, контрольованих комп'ютером, тиснуть на головне дзеркало ззаду, щоб виправити його викривлення, коли телескоп змінює свій напрям. Телескопу має форму, яка мінімізує турбулентність повітря, щоб покращити якість астрономічних зображень. Субару є одним з небагатьох сучасних телескопів, з якими коли-небудь працювали неозброєним оком.
Субару є основним інструментом в пошуку дев’ятої планети, яку планують повністю дослідити в межах п'яти років.

### Нещасні випадки під час будівництва
Під час будівництва телескопа сталося два інциденти, в яких загинули чотири робітники. 13 жовтня 1993 року 42-річний Пол  Лоуренс був смертельно поранений, коли на нього перекинувся навантажувач. 16 січня 1996 року, іскри від зварювання запалили ізоляцію, яка жевріючи виділяла отруйний дим. Від нього загинули Марвін Арруда, Рікі Дель Розаріо і Воррен Калео, а ще двадцять шість працівників потрапили до лікарні в Хіло. Усіх чотирьох загиблих увічнено на меморіальній дошці.

## Інструменти
Декілька камер і спектрографів можуть бути встановлені в чотирьох фокальних центрах телескопа Subaru для спостережень у видимому і інфрачервоному діапазонах довжин хвиль.
Мульти-об'єктна Інфрачервона камера і спектрограф:
Камера і спектрограф з можливістю приймати спектри декількох об'єктів одночасно, встановлюється в кассегренівскому фокусі.
Інфрачервона камера і спектрограф:
Камера встановлена на ІЧ-фокусі Несміта.
Середня інфрачервона камера і спектрометр:
Камера і спектрометр з можливістю вивчення холодного міжзоряного пилу, встановлюється в кассегренівскому фокусі.
Високодисперсний спектрограф:
Спектрограф, який працює у видимій ділянці спектру встановлений в оптичному фокусі Несміта.

## Дослідження

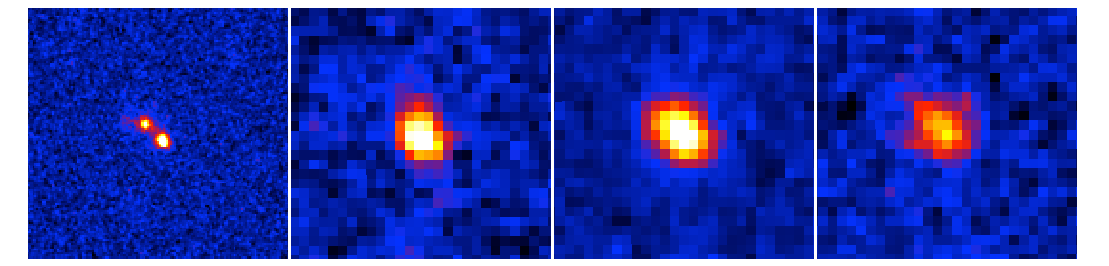

За допомогою телескопа Субару виявили близько 80 молодих галактик, які існували в ранньому Всесвіті близько 1,2 мільярди років після Великого вибуху. Команда науковців зробила докладний аналіз даних зображень цих галактик. За допомогою подальших досліджень з використанням комп'ютерного моделювання, група виявила, що  видовжені структури галактик можуть бути відтворені, якщо дві або більше галактик розташовуються поряд одна до одної[джерело?].
Ці результати переконливо показують, що через 1,2 мільярди років після Великого вибуху, галактичні скупчення в молодому всесвіті росли, щоб стати великими галактиками за рахунок злиття. Це дослідження було проведено в рамках програми космічного телескопу Хаббла (HST), «Cosmic Evolution Survey» (COSMOS).